# Мишина, Ксения Александровна
Ксе́ния Алекса́ндровна Мишина (укр. Ксенія Олександрівна Мішина; род. 18 июня 1989, Севастополь) — украинская актриса и телеведущая.

## Биография
Ксения Мишина родилась в 1989 году в Севастополе. В 2007 году заняла второе место (вице-мисс) на конкурсе красоты «Севастопольская красавица», кроме этого была удостоена специального приза от зрителей.
После окончания общеобразовательной школы Мишина отправилась в Киев, где училась на актёрском факультете в мастерской Дмитрия Богомазова Киевского национального университета театра, кино и телевидения имени Ивана Карпенко-Карого, который окончила в 2015 году.
В 2010 году участвовала в кастинге телевизионного шоу «Украина слезам не верит», где главным призом проекта были три главные роли в мюзикле Константина Меладзе.
Ещё во время учёбы в театральном заведении в 2014 году Мишина впервые снялась в кино. После окончания университета стала актрисой Киевского академического Молодого театра.
Первой весомой работой актрисы стала роль Камиллы в мелодраме «Искушение», а настоящее профессиональное признание она получила в 2019 году, сыграв роль главной антагонистки, жестокой помещицы Лидии Шефер в телесериале «Крепостная».
С августа по ноябрь 2019 года участвовала в танцевальном шоу «Танцы со звездами» в паре с хореографом Евгением Котом, став победителями проекта.
В 2020 году было объявлено, что Ксения стала главной героиней первого сезона украинского реалити-шоу «Холостячка» на «СТБ».
В 2021 году стала одной из судей десятого сезона популярного шоу «У Украины есть талант». В том же году сыграла главную роль в украинско-хорватском сериале «Молчание» и была удостоена номинации Сараевского кинофестиваля на Лучшую женскую роль в драматическом телесериале.
С 2023 по 2024 год — ведущая развлекательного шоу «Я люблю Украину» на телеканале «ТЕТ». В 2024 году стала одной и ведущих утреннего шоу «Прокидайся» на телеканале «Мы — Украина».

## Личная жизнь
Разведена. 11 апреля 2012 года актриса родила сына — Платона.
После шоу «Холостячка» начала отношения с победителем проекта Александром Эллертом.

## Фильмография
| Год  |    | Название                         | Роль                     |
| ---- | -- | -------------------------------- | ------------------------ |
| 2014 | с  | Раскаленный периметр             | Анжелика                 |
| 2015 | с  | Плохая соседка                   | Модель                   |
| 2016 | ф  | SelfieParty                      | Лиза                     |
| 2016 | тф | На линии жизни                   | Даша                     |
| 2016 | с  | Чудо по расписанию               | Ира                      |
| 2016 | с  | На линии жизни                   | Даша Яворская            |
| 2016 | с  | Дом на холодном ключе            | Раиса (в молодости)      |
| 2017 | с  | Радуга в небе                    | Виолетта                 |
| 2017 | ф  | Искушение                        | Камилла                  |
| 2017 | ф  | Искушение 2                      | Камилла                  |
| 2018 | с  | Дом Надежды                      | Лера                     |
| 2018 | ф  | Вкус счастья                     | Лида                     |
| 2018 | с  | За витриной                      | Виктория Тобилевич       |
| 2018 | ф  | Лучший мужщина                   | Имя персонажа не указано |
| 2019 | с  | В воскресение утром зелье копала | Тамара                   |
| 2019 | с  | Крепостная                       | Лидия Шефер              |
| 2019 | с  | Город влюбленных                 | Ася                      |
| 2019 | ф  | Я тебя найду                     | любовница Кирилла        |
| 2019 | с  | Цыганка                          | Тамара                   |
| 2019 | мс | Кровная месть                    | Марина (в молодости)     |
| 2019 | с  | Подкидыш                         | Рита Одинцова            |
| 2020 | ф  | Голая правда                     | Вита                     |
| 2020 | с  | Не отпускай                      | Анна                     |
| 2020 | с  | Следы которые пропадают          | Женя                     |
| 2020 | с  | Женские секреты                  | Имя персонажа не указано |
| 2020 | мс | Ты только мой                    | Вероника                 |
| 2021 | ф  | Мои мысли тихие 2                | Имя персонажа не указано |
| 2021 | с  | Клятва врача                     | Тамара                   |
| 2021 | с  | Молчание                         | Ольга                    |
| 2022 | ф  | Соседка                          | Вероника                 |
| 2022 | ф  | Люксембург, Люксембург           | сестра Маши              |

### Съёмки в клипах
- Ivan NAVI — «Гріхи» (2025)[12]

## Роли в театре
- «Киевский академический Молодой театр»:
  - 2017 — «Пепел»
- «Киевский драматический театр на Подоле»:
  - 2019 — «Мечты оживают»

## Награды и номинации
| Награды и номинации | Награды и номинации        | Награды и номинации                             | Награды и номинации | Награды и номинации | Награды и номинации |
| Год                 | Премия                     | Номинация                                       | Работа              | Результат           | Источник            |
| ------------------- | -------------------------- | ----------------------------------------------- | ------------------- | ------------------- | ------------------- |
| 2019                | «Человек года»             | Новая генерация года                            | н/д                 | Победа              | [ 13 ]              |
| 2022                | «Сараевский кинофестиваль» | Лучшая женская роль в драматическом телесериале | «Молчание»          | Номинация           | [ 7 ]               |